# Sassnitz (Schiff, 1989)
Die Sassnitz war ein deutsches Eisenbahnfährschiff, das von 1989 bis 2020 auf der Königslinie zwischen Sassnitz und Trelleborg in der Ostsee verkehrte.

## Geschichte
Der Auftrag zum Bau des Schiffs erfolgte zur Leipziger Frühjahrsmesse 1987 an die dänische Danyard A/S Aalborg Vaerft. Der Auftrag umfasste einen Wert von 400 Millionen Dänischen Kronen. Die Kiellegung erfolgte im Oktober 1987, der Stapellauf am 24. Juni 1988. Die Schiffstaufe fand am 25. November 1988 statt. Die Fähre wurde wie ihre Vorgängerin nach ihrem Heimathafen an der Ostküste Rügens benannt. Die Fertigstellung des Schiffs erfolgte auf der Werft Danyard A/S Fredrikshavn Vaerft. Im Januar 1989 unternahm man mit dem Schiff zunächst Anpassungsfahrten nach Sassnitz und Trelleborg. Am 11. März 1989 wurde der Flaggenwechsel durchgeführt und das Schiff an die Deutsche Reichsbahn übergeben.
Am 12. März 1989 konnte das Schiff in Saßnitz besichtigt werden. 9000 Besucher nahmen in nur vier Stunden die Fähre in Augenschein. Am 17. und 18. März erfolgte die Präsentation dann in Trelleborg, hier kamen 3000 Besucher. Die erste planmäßige Fährfahrt wurde am 19. März 1989 durchgeführt.
Ab 1993 gehörte die Fähre zur Deutschen Fährgesellschaft Ostsee, ab 1998 zu Scandlines. Nach der Übernahme von fünf Ostsee-Fährrouten der Reederei Scandlines durch die schwedische Stena Line kam auch das Fährschiff Sassnitz Ende 2012 zur Stena Line. Ab dem 9. September 2018 wurde das Fährschiff neben der Königslinie auch auf der Fährverbindung Rostock–Trelleborg eingesetzt.
Bei der Überfahrt nach Trelleborg am 4. November 1995 wurde die Sassnitz von mehreren Wellen so stark getroffen, dass mehrere Eisenbahnwagen umstürzten und sich verkeilten. Das Schiff erlitt eine Krängung von etwa 20 Grad, welche durch Umpumpen von Ballastwasser ausgeglichen werden musste. Am 1. Juli 2001 kam es etwa 16 Seemeilen vor Sassnitz zu einem Brand in einem Maschinenraum. Die Besatzung konnte das Feuer mit eigenen Mitteln löschen und das Schiff nach Mukran zurückschleppen lassen.
Nach der Stilllegung der Königslinie im März 2020 durch Stena Line verließ die Sassnitz am 28. April 2020 den Fährhafen Mukran in Richtung Uddevalla, Schweden, wo sie aufgelegt wurde. Das Schiff wurde im Juni 2020 an Stena RoRo zurückgegeben, nach Zypern umgeflaggt (Heimathafen: Limassol) und zum Verkauf bzw. weiteren Vercharterung vorbereitet. Am 25. September 2021 verließ sie Uddevalla mit Ziel Gibraltar, wo sie am 11. Oktober 2021 – nun unter schwedischer Flagge und mit Heimathafen Göteborg – ankam. Am 19. Oktober 2021 erreichte sie die Reede vor Aliağa (Türkei) und wurde am 20. Oktober 2021 bei den dortigen Abwrackwerften zur Verschrottung auf Land gefahren. Das Schiff war für rund 250.000 Euro von der Abwrackwerft erworben worden.

## Technische Daten
Die Fähre Sassnitz war 171,5 Meter lang und 23,5 Meter breit. Der Tiefgang betrug 5,8 Meter, die erreichbare Geschwindigkeit 20 Knoten. Das Schiff verfügte über fünf Gleise mit einer Gesamtlänge von 711 Metern. Es konnten 56 Eisenbahnwagen, 170 Pkw und 875 Passagiere aufgenommen werden.

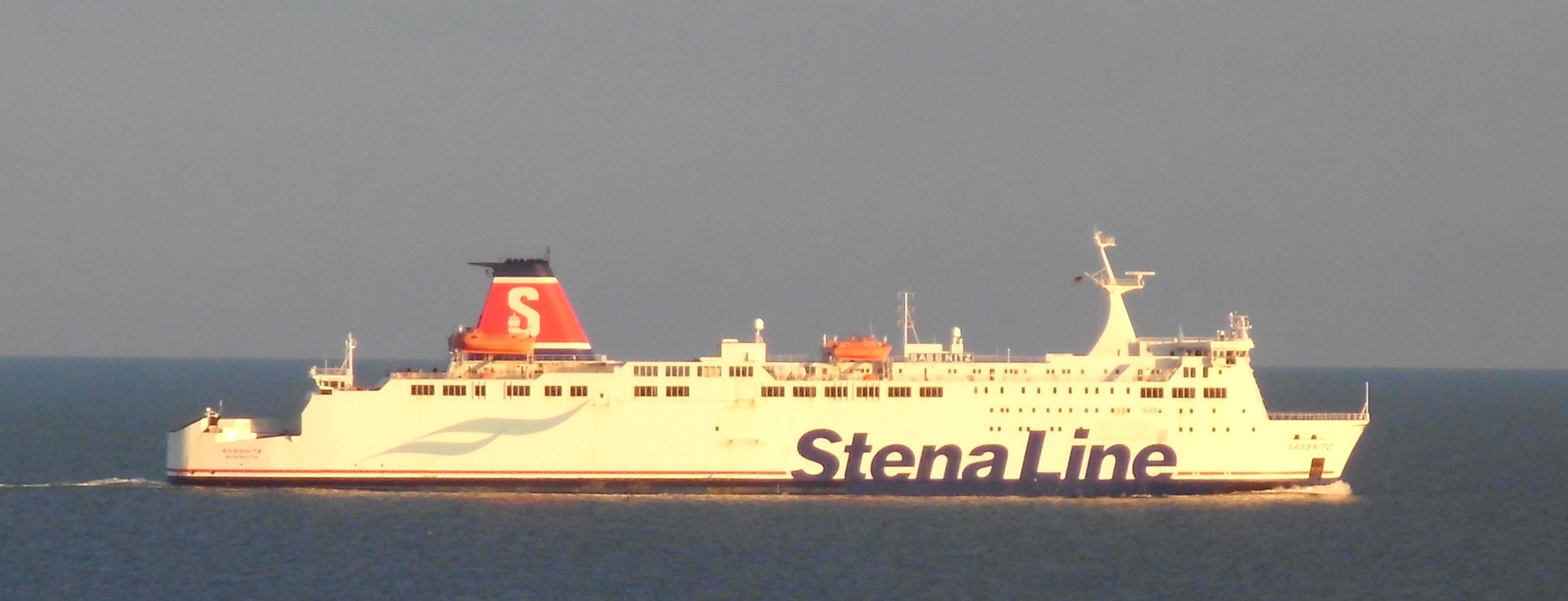
vor Sassnitz 2013
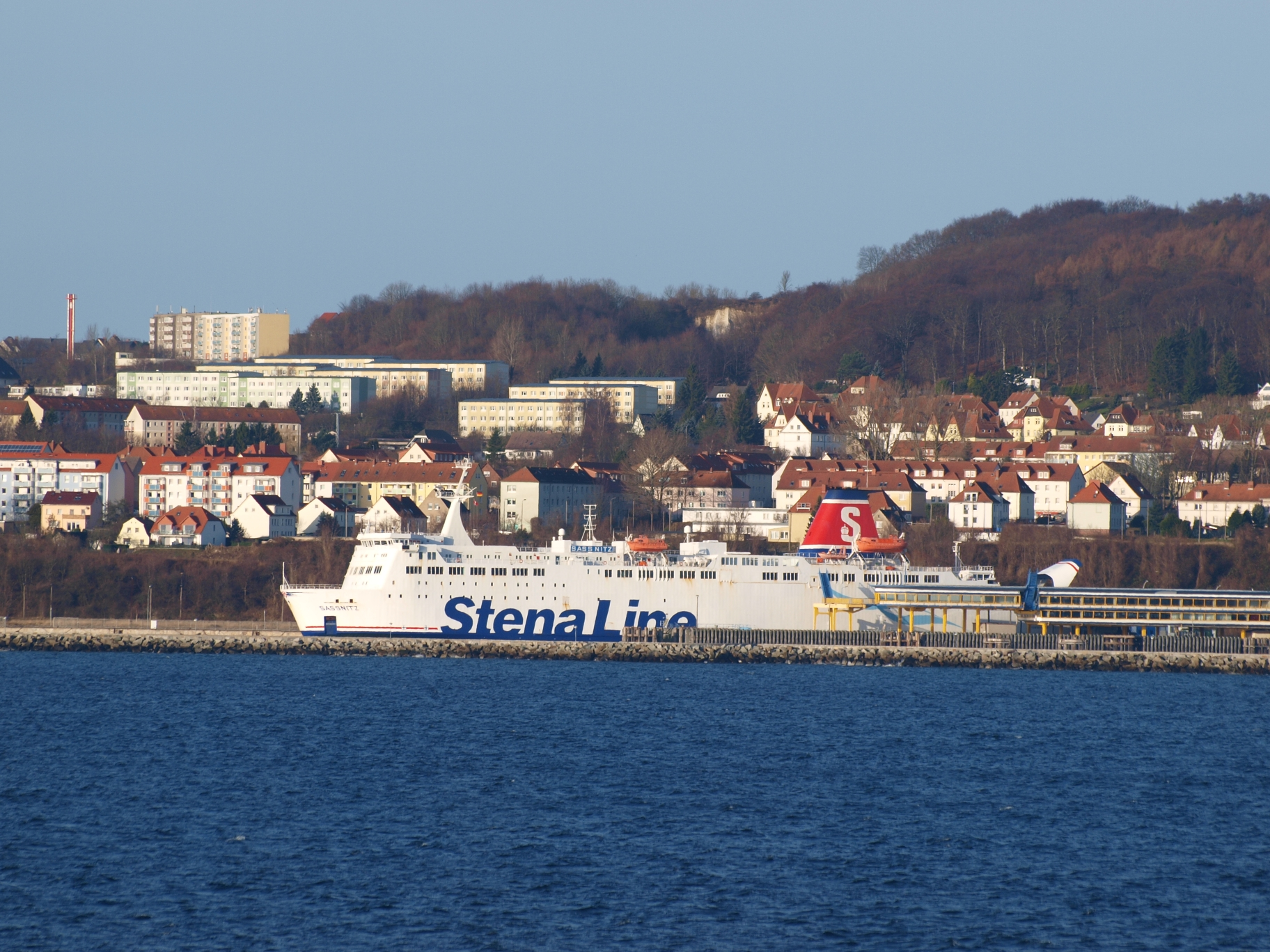
im Stadthafen Sassnitz 2014
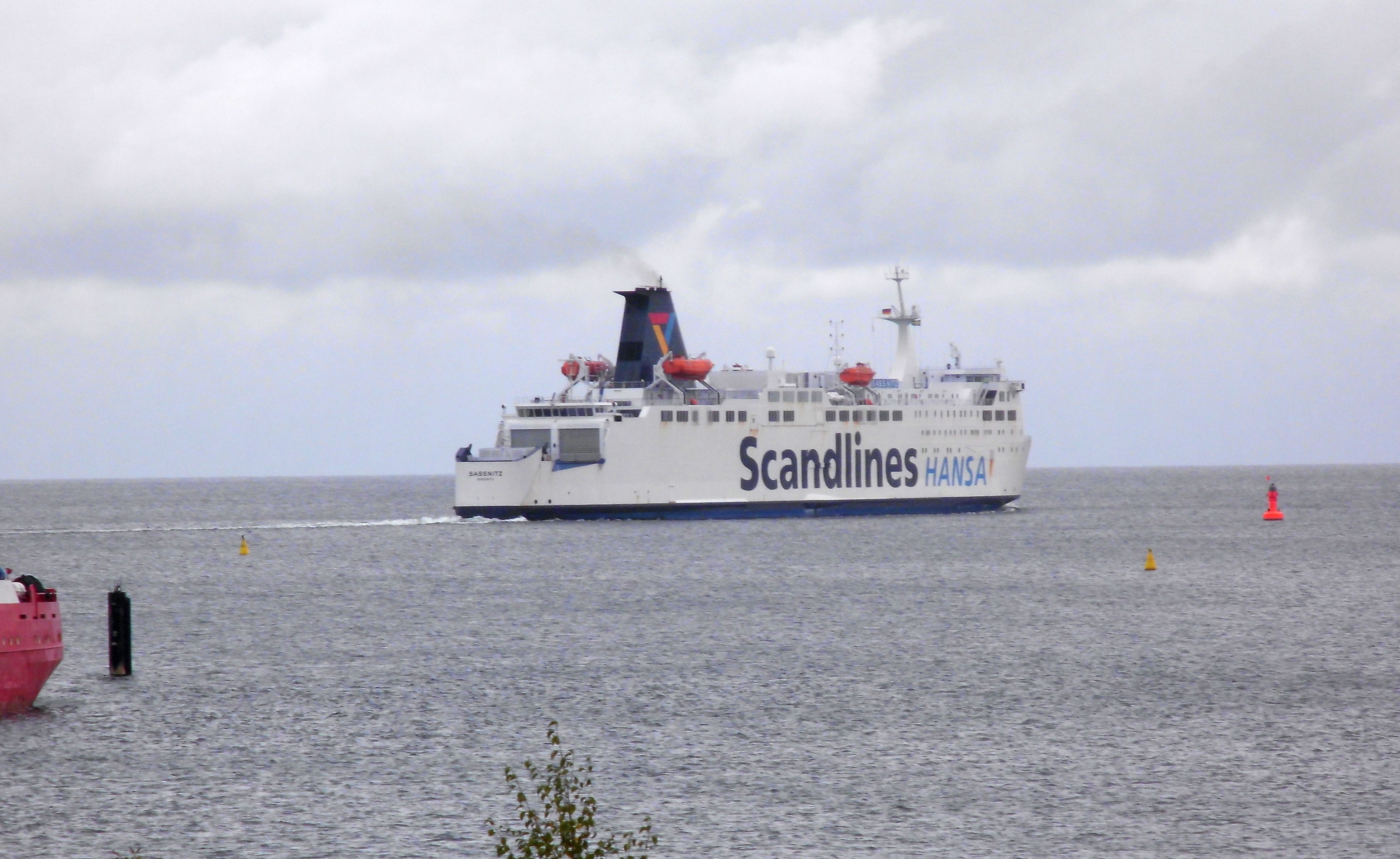
auslaufend Sassnitz 2012
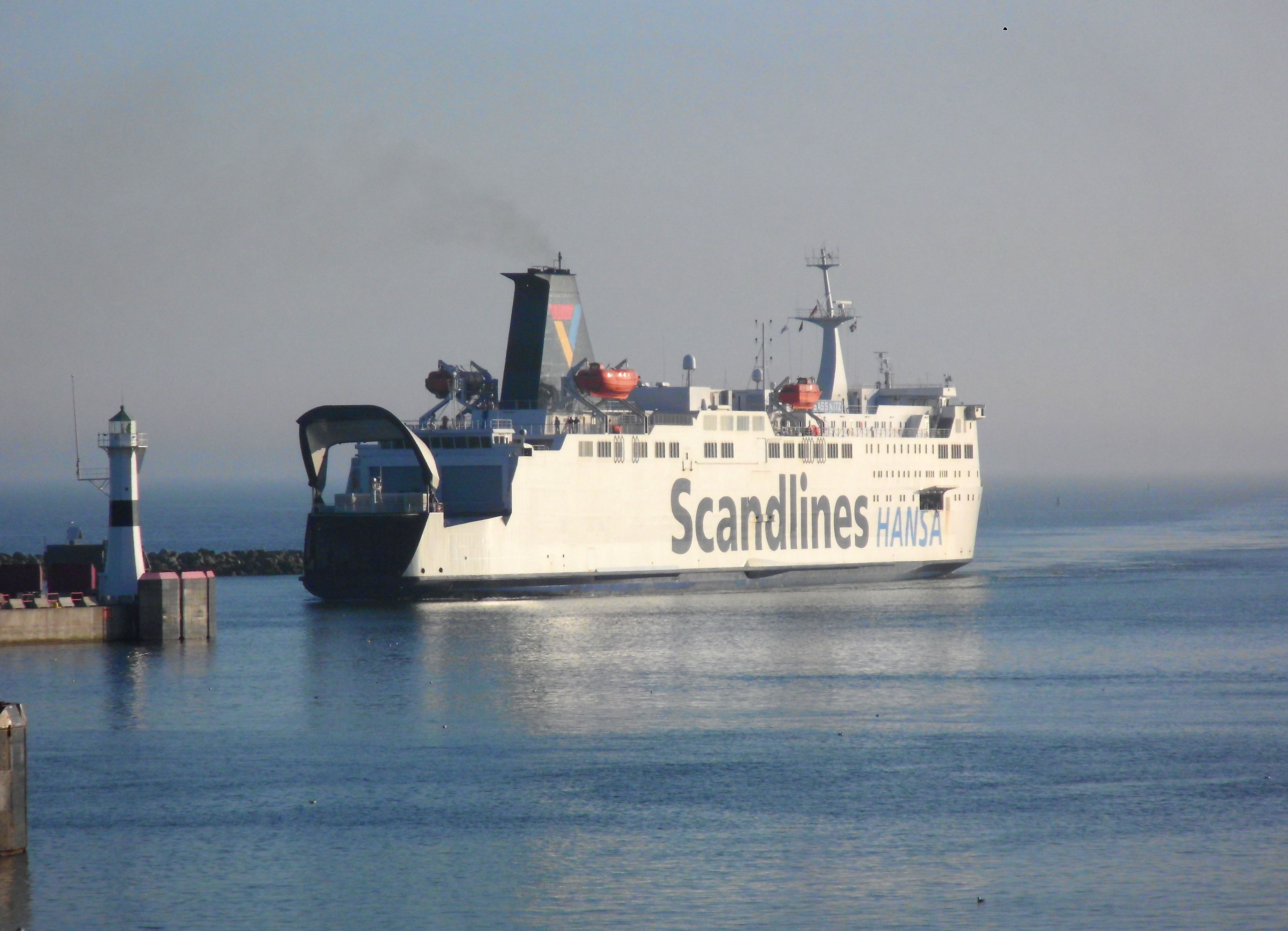
einlaufend Trelleborg 2012
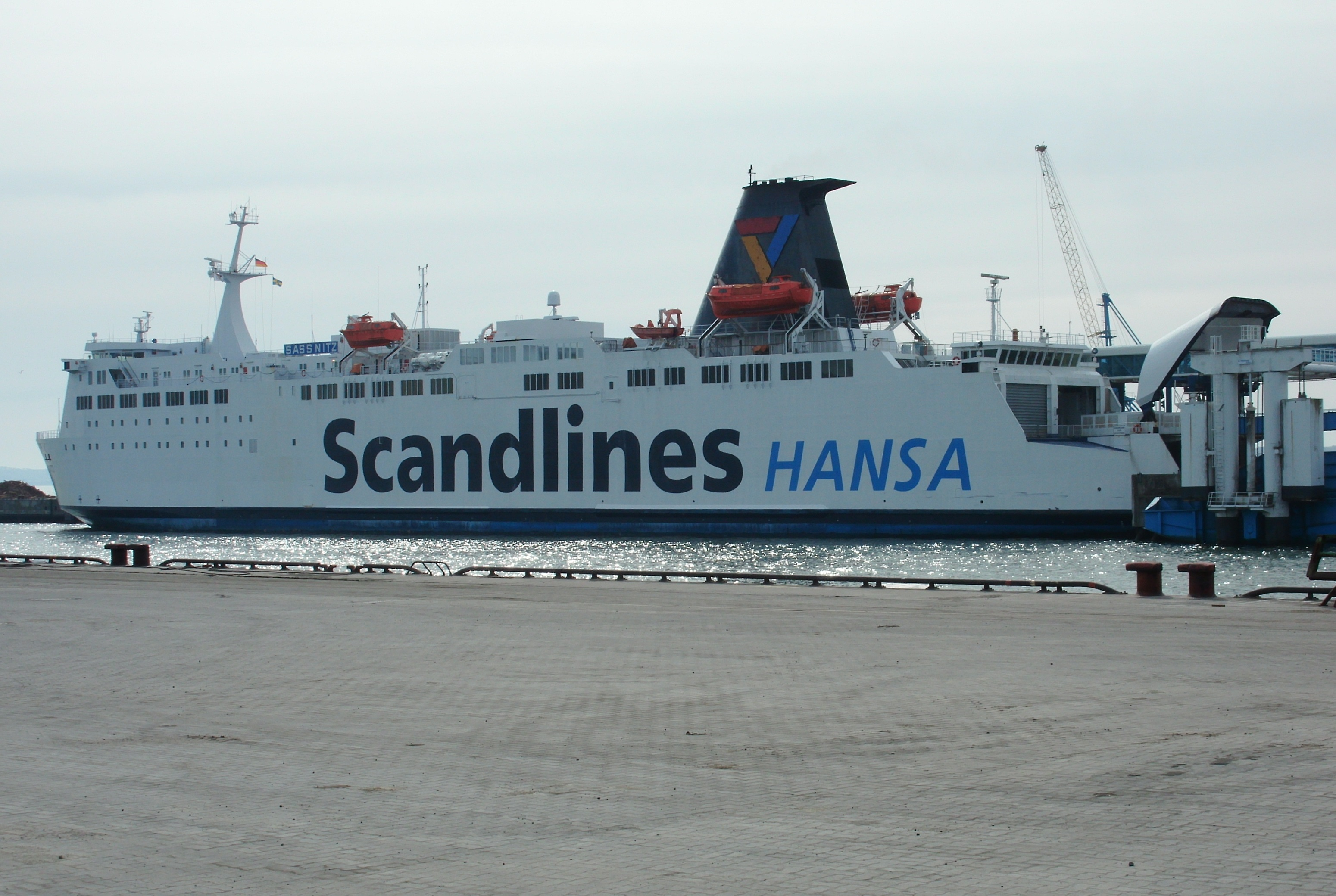
im Fährhafen Sassnitz 2010
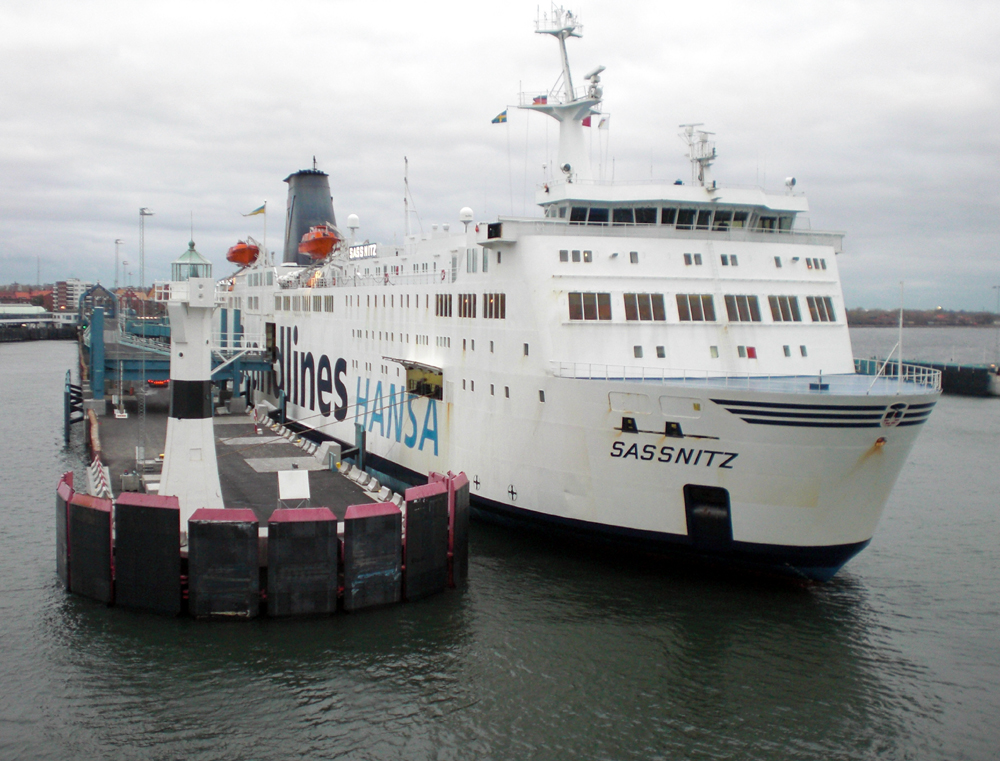
in Trelleborg
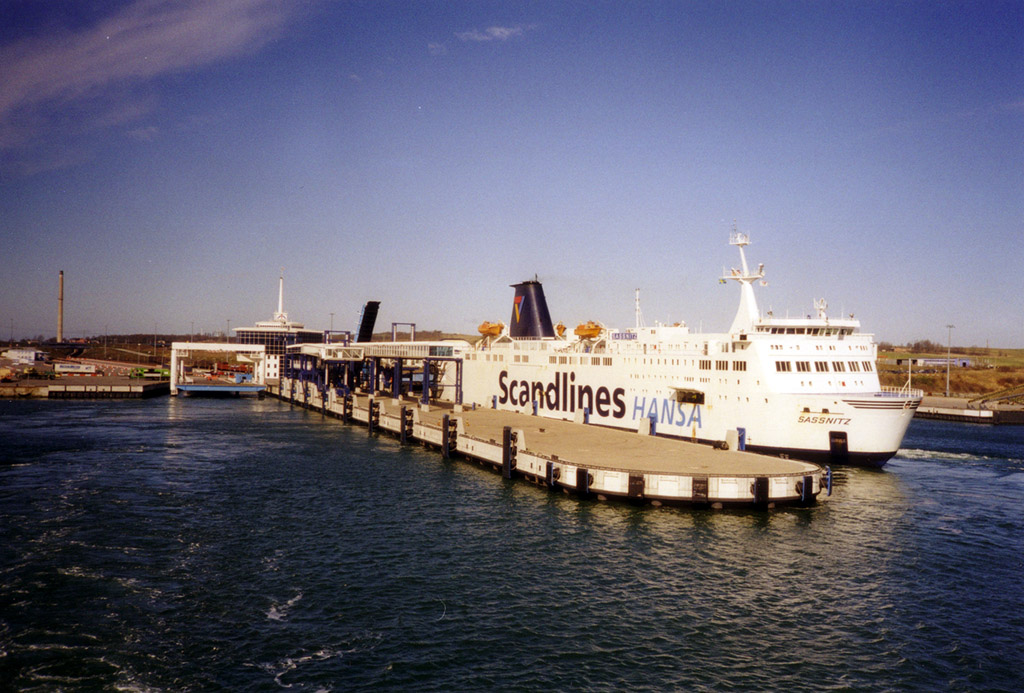
im Fährhafen Sassnitz
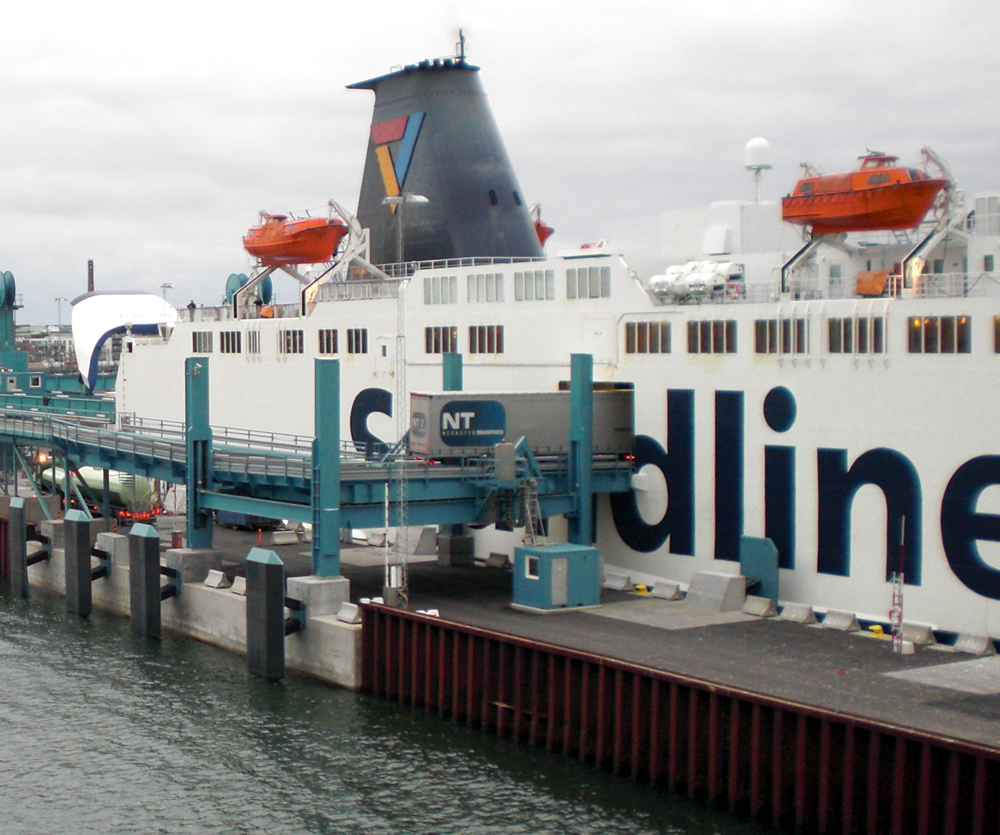
Fahrzeugeinfahrt über externe Rampen
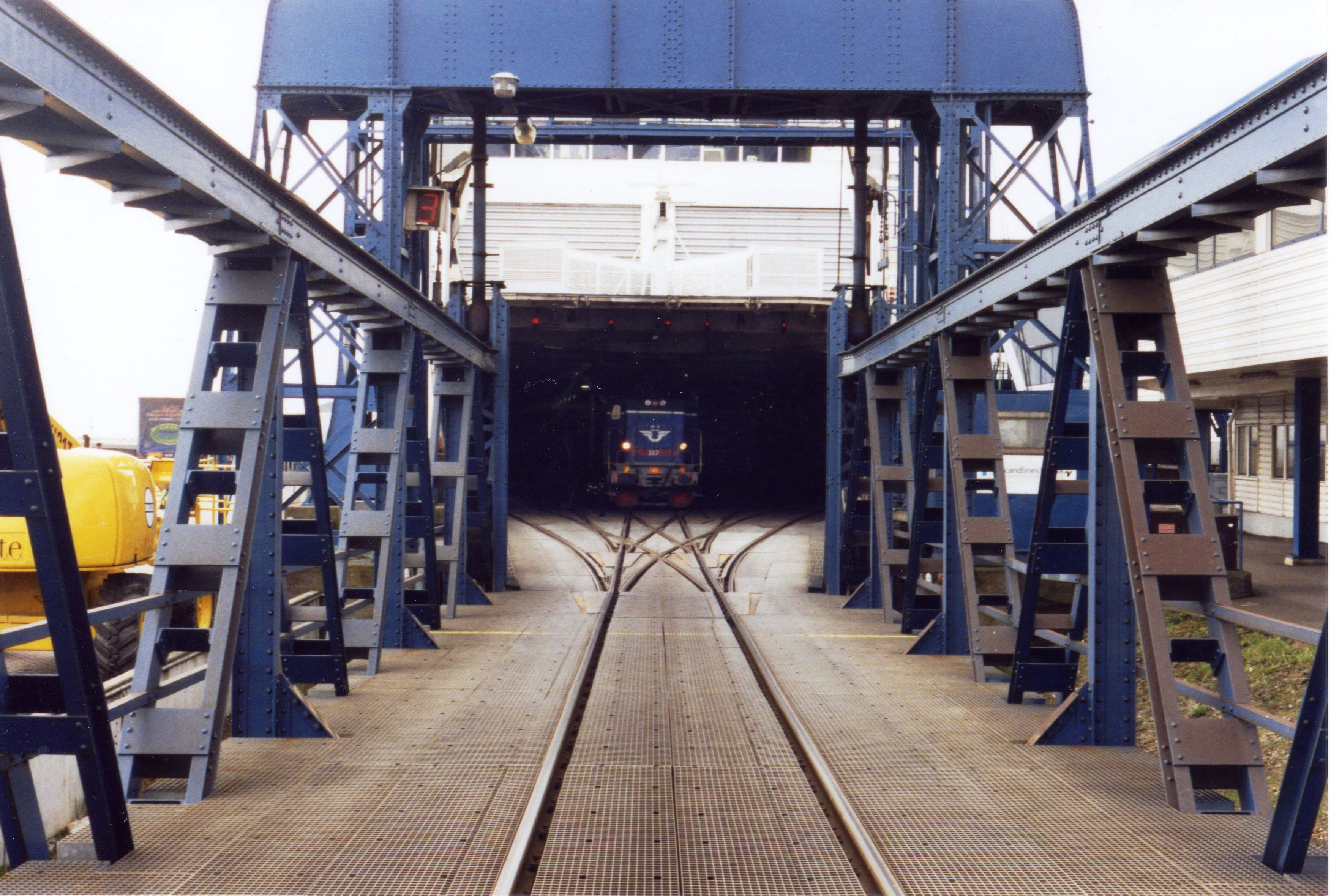
Blick in das Eisenbahndeck